# Wydział Telekomunikacji, Informatyki i Elektrotechniki Politechniki Bydgoskiej im. Jana i Jędrzeja Śniadeckich
Wydział Telekomunikacji, Informatyki i Elektrotechniki Politechniki Bydgoskiej im. Jana i Jędrzeja Śniadeckich – jeden z dziewięciu wydziałów Politechniki Bydgoskiej im. Jana i Jędrzeja Śniadeckich. Jego siedziba znajduje się przy Al. Prof. S.Kaliskiego 7 w Bydgoszczy. Wydział powstał w 1961 roku.

## Struktura[2]
- Instytut Inżynierii Elektrycznej
  - Zakład Elektroenergetyki
  - Zakład Energoelektroniki, Maszyn i Napędów Elektrycznych
  - Zakład Metrologii i Podstaw Elektrotechniki
- Instytut Telekomunikacji i Informatyki
  - Zakład Teletransmisji
  - Zakład Podstaw Elektroniki
  - Zakład Informatyki Stosowanej i Inżynierii Systemów
  - Zakład Techniki Cyfrowej
  - Zakład Systemów Teleinformatycznych

## Kierunki studiów[3][4]
- automatyka i elektronika
- elektronika i telekomunikacja
- elektrotechnika
- energetyka
- informatyka stosowana
- teleinformatyka

## Władze[5][6]
Dziekan: dr inż. Tomasz Marciniak, prof. uczelni
Prodziekan ds. Dydaktycznych i Studenckich: dr inż. Adam Marchewka
Przewodniczący Rady Dyscypliny naukowej: automatyka, elektronika i elektrotechnika: dr hab. inż. Sławomir Cieślik, prof. uczelni
Przewodniczący Rady Dyscypliny naukowej: informatyka techniczna i telekomunikacja:  dr hab. inż. Tomasz Talaśka, prof. uczelni